# Therizinosaurus
Therizinosaurus („Sensenechse“) ist eine Gattung theropoder Dinosaurier innerhalb der Therizinosauridae.
Therizinosaurus lebte während der späten Oberkreide (Oberes Campanium bis Unteres Maastrichtium) und war einer der letzten und größten Vertreter der einzigartigen Gruppe der Therizinosauridae.
Von dieser Art sind nur wenige fossile Knochen bekannt, darunter riesige Klauen der Hände, die zur Namensgebung führten. Seine Gesamtlänge wird auf 9 Meter geschätzt.

## Entdeckung und Arten
Die ersten fossilen Überbleibsel von Therizinosaurus wurden 1948 von einer gemeinsamen sowjetisch-mongolischen Expedition in der im Südwesten der Mongolei liegenden Nemegt-Formation entdeckt. Die Forscher gruben mehrere riesige Klauen mit bis zu einem Meter Länge aus. 1954 beschrieb Jewgeni Alexandrowitsch Malejew (international: E. A. Maleev) nach einem Exemplar aus der Mongolei diesen Fund als, wie er damals glaubte, großes schildkrötenähnliches Reptil, da er glaubte, bei den Klauen handele es sich um die Rippen eines solchen Tieres. (Darauf beruht auch der Artname T. cheloniformis – „Schildkrötenförmig“.) Erst als in den frühen 1950er Jahren weitere Expeditionen mehr Fossilien, darunter weitere Klauen, aber auch vordere und hintere Gliedmaßen ausgruben, wurde deutlich, zu welchem Wesen diese gehörten. Spätere Funde in Nordchina erlaubten den Paläontologen schließlich, die Grundstruktur des Skeletts zu rekonstruieren. Dabei wurde deutlich, dass es sich nicht um eine Schildkröte, sondern um einen Dinosaurier handelte.
Durch die Entdeckung, dass es sich bei den rätselhaften Segnosauridae wie Erlikosaurus und Segnosaurus um Theropoden handelte, wurde auch eine Zuordnung des Therizinosaurus möglich. Es gab verschiedene Theorien über die Abstammung der Segnosauridae. Einige Forscher hielten sie für Abkömmlinge der Sauropodomorpha. Aber gut erhaltene neue Funde wie der von Alxasaurus im Jahre 1993 und von Beipiaosaurus im Jahre 1996 offenbarten wichtige Details wie Füße und Schädel und das vogelähnliche Becken dieser primitiven Mitglieder der Dinosaurierfamilie. Damit konnte bestätigt werden, dass es sich bei den Segnosauridae einschließlich Therizinosaurus um Mitglieder einer Gruppe von Theropoden handelte, welche nun als Therizinosauridae bezeichnet wurde. Therizinosauridae waren demnach weit entwickelte pflanzenfressende Theropoden aus der Gruppe der Maniraptora.

## Merkmale

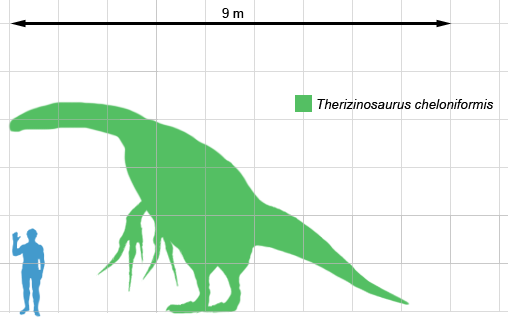
Größenvergleich zwischen Therizinosaurus und einem Menschen.

Obwohl bisher nur unvollständig erhaltene Fossile Reste von Therizinosaurus erhalten geblieben sind, ist es möglich über andere Arten der Familie der Therizinosauridae Rückschlüsse auf die Gestalt des Therizinosaurus zu machen. Er hatte vermutlich wie die anderen Mitglieder der Familie einen kleinen Schädel und einen langen Hals. Er ging auf zwei Beinen und die Breite des Beckens anderer Therizinosauridae deutet auf einen großen, dicken Rumpf hin. Seine Arme erreichten eine Länge von 2,5 m. Seine hinteren Extremitäten endeten in vier tragenden, kräftigen Zehen, worin sie sich von den Füßen anderer Theropoden unterscheiden, und der erste Zeh war als Afterkralle ausgebildet.
Das auffälligste Merkmal von Therizinosaurus waren die riesigen Krallen an den drei Fingern seiner Hände. Die größten bisher gefundenen Krallen sind unvollständig, aber wahrscheinlich erreichten sie eine Länge von knapp einem Meter.

## Paläobiologie

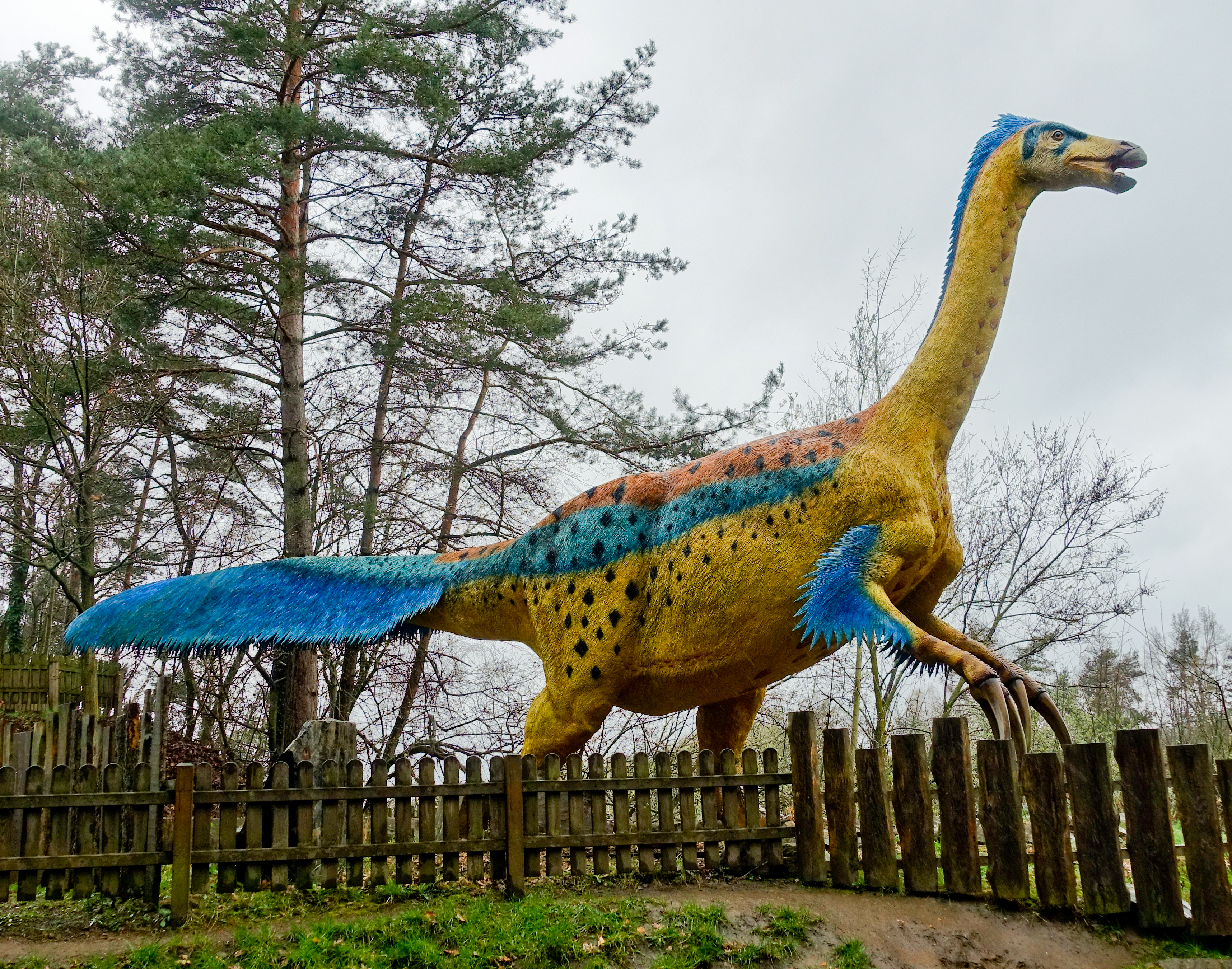
Lebendrekonstruktion mit Protofedern im Dinosaurier-Park Münchehagen

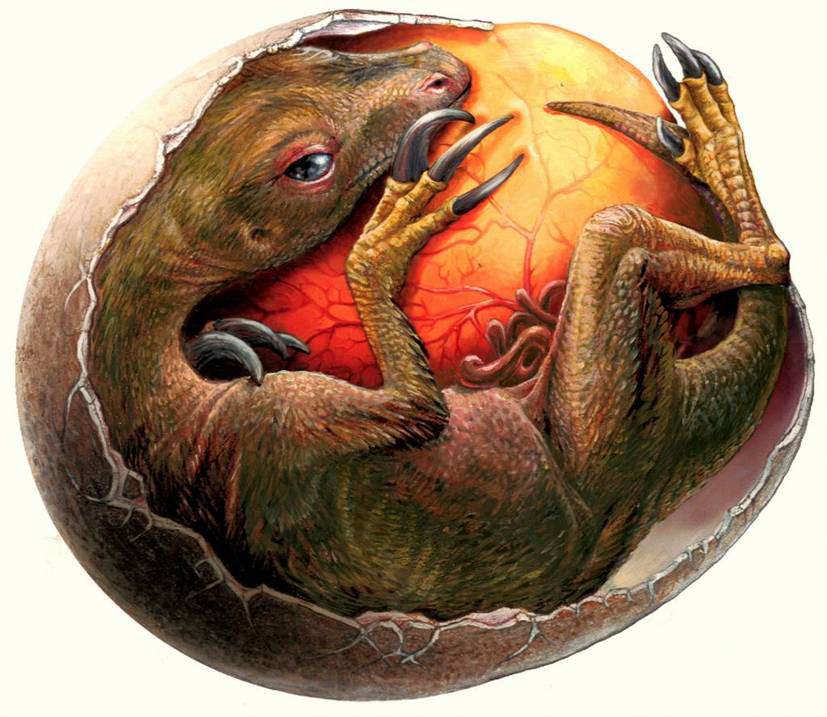
Künstlerische Rekonstruktion eines Therizinosaurus-Embryos, oben der Dottersack

Die Fressgewohnheiten von Therizinosaurus sind unbekannt, da bisher keine Schädelfunde gemacht wurden, die Hinweise auf die Ernährung geben konnten. Wie andere Therizinosauridae war er jedoch wahrscheinlich primär ein Pflanzenfresser. Die Klauen des Therizinosaurus können verschiedenen Zwecken gedient haben, wie zum Beispiel der Verteidigung gegen Raubsaurier wie dem zur gleichen Zeit lebenden Tarbosaurus, Revier- oder Balzkämpfen untereinander oder um blättrige Äste zum Maul zu ziehen. Vielleicht dienten die Klauen aber auch all diesen Zwecken. Diese Lebensweise wurde dem Therizinosaurus in der Dokumentation Im Reich der Giganten mit Nigel Marven unterstellt. Aufgrund von sehr gut erhaltenen Funden eines nahen Verwandten in China, der mit einem „Fell“ aus dünnen „Proto-Federn“ bedeckt war, vermuten einige Forscher, dass dies auch auf Therizinosaurus zutreffen könnte.